# Digital Visual Interface

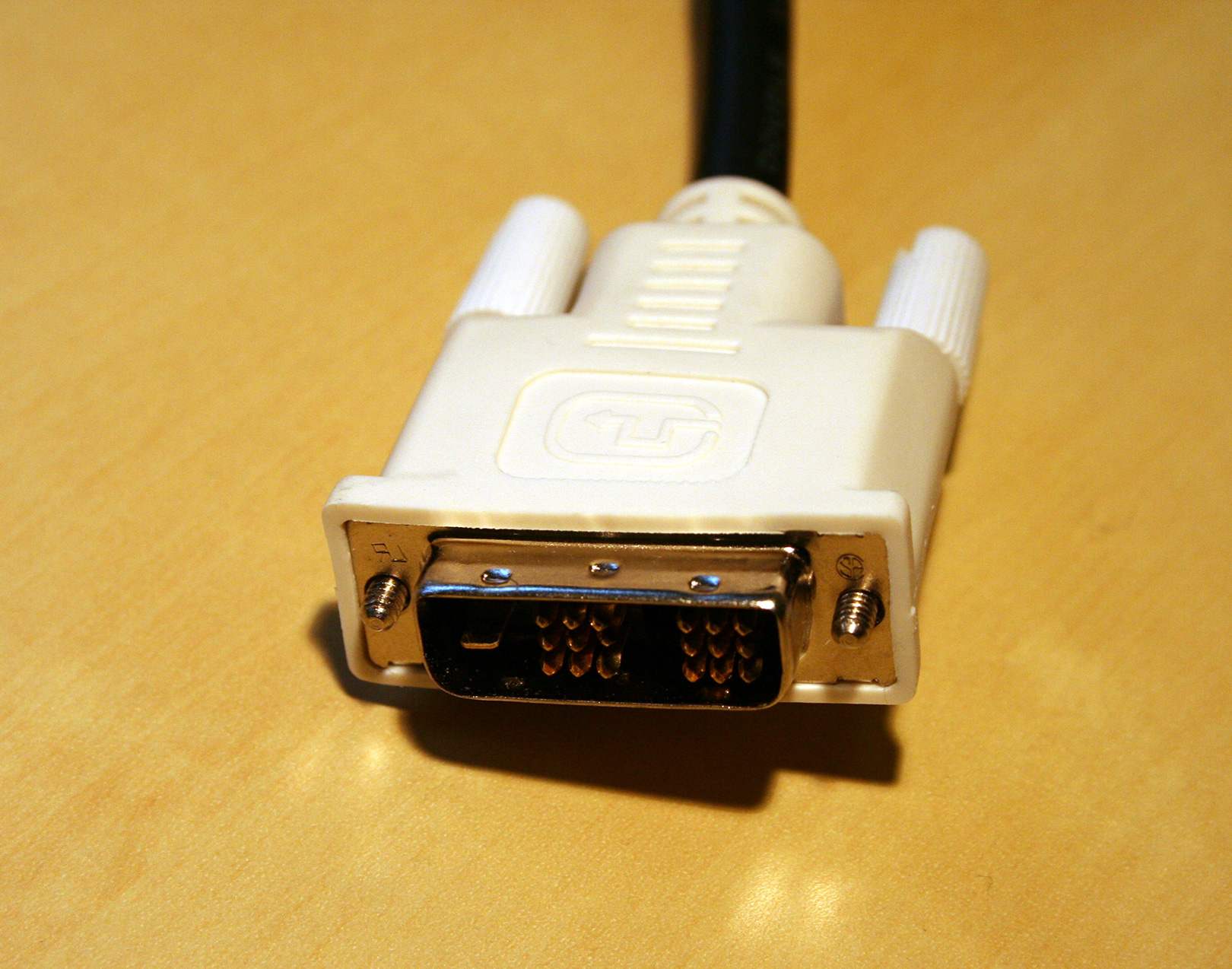
DVI-D (single link)-aansluiting

De DVI (Digital Visual Interface) specificatie werd gepubliceerd op 2 april 1999 door DDWG (Digital Display Working Group), en was oorspronkelijk bedoeld als interface voor monitoren. Later is dit uitgebreid naar een standaard voor digitale gegevensoverdracht. Anno 2016 is de DVI standaard verouderd en opgevolgd door HDMI  en DisplayPort.
Het hoofdkenmerk aan dit type interface is dat het een verbinding tot stand kan brengen tussen computer en monitor, met een zeer hoge bandbreedte (tot 165 MHz voor een enkele verbinding). Hierdoor kan men ongecomprimeerde videosignalen doorsturen naar de monitor, zodat niet enkel de beeldprestaties veel hoger zijn, maar eveneens de snelheid van update en reactie. DVI brengt een volledig digitaal signaal zonder enig gegevensverlies. Bovendien wordt elke pixel gedefinieerd door 24-bits RGB gegevensstroom. Het is mogelijk om twee parallelle verbindingen te maken, waardoor de bandbreedte wordt verdubbeld (dual link). Met een dubbele verbinding kan een hogere resolutie worden verkregen, of een hogere framerate, of beide. De resolutie die over een dubbele verbinding kan worden verstuurd komt bijvoorbeeld overeen met 2560x1600 pixels @ 60 Hz (WQXGA) of 1920x1080 pixels @ 85 Hz (HDTV). 
Men kan deze interface echter opdelen in 4 verschillende types:
- DVI-A: Deze interface stuurt enkel een analoog signaal door, met als nut om een gewone connector-overgang te maken. Dit type is gelijkwaardig met DVI-I, zoals onderstaande:
- DVI-I: Dit was de oorspronkelijke interface, die een combinatie maakte van een digitaal en analoog signaal dat compatibel was met pc's voorzien van een CRT (of eventueel een digitale) monitor. Kortom, een oplossing om de weg tussen analoog en digitaal onzichtbaar te maken.
- DVI-D: De interface die enkel een digitaal signaal draagt. De DVI-D-aansluiting is een tijdje de digitale standaardaansluiting geweest op consumentenproducten (zoals digitale televisie en monitors of tv-toestellen) maar met de komst van HDMI wordt hij eigenlijk alleen nog gebruikt bij pc-monitors, omdat DVI net als de meeste monitors geen geluid ondersteunt.
- DVI-D HDCP: Dit is een DVI-D interface waarbij het doorgegeven signaal naar het aangesloten apparaat is beveiligd met HDCP encryptie. De gedachte erachter is dat hiermee het kopiëren van het signaal onmogelijk wordt gemaakt en daarmee het illegaal kopiëren van bijvoorbeeld films kan worden voorkomen. HDCP is vereist voor sommige vormen van multi-media zoals Blu-ray.

## Connector
Bij een singlelinkverbinding wordt uitsluitend link 1 gebruikt; bij een duallinkverbinding worden zowel link 1 als link 2 gebruikt. De signalen zijn gebalanceerd; als de spanning op de +-lijn omhoog gaat, daalt de spanning op de bijbehorende minlijn en omgekeerd; de impedantie van iedere verbinding bedraagt 100 ohm.

Pin-nummers (Poort-basis)

| Pin | Naam                     | Functie                                    |
| --- | ------------------------ | ------------------------------------------ |
| 1   | TMDS Data 2−             | Digitaal rood − (Link 1)                   |
| 2   | TMDS Data 2+             | Digitaal rood + (Link 1)                   |
| 3   | TMDS Data 2/4-schild     |                                            |
| 4   | TMDS Data 4−             | Digitaal groen − (Link 2)                  |
| 5   | TMDS Data 4+             | Digitaal groen + (Link 2)                  |
| 6   | DDC-klok                 |                                            |
| 7   | DDC-data                 |                                            |
| 8   | Analoge Verticale Sync   |                                            |
| 9   | TMDS Data 1−             | Digitaal groen − (Link 1)                  |
| 10  | TMDS Data 1+             | Digitaal groen + (Link 1)                  |
| 11  | TMDS Data 1/3 schild     |                                            |
| 12  | TMDS Data 3−             | Digitaal blauw − (Link 2)                  |
| 13  | TMDS Data 3+             | Digitaal blauw + (Link 2)                  |
| 14  | +5V                      | Stroomvoorziening voor monitor in stand-by |
| 15  | GND (Aarding)            | Aarding voor Pin 14 en analoge sync        |
| 16  | Hot Plug Detect          |                                            |
| 17  | TMDS data 0−             | Digitaal blauw − (Link 1) and digital sync |
| 18  | TMDS data 0+             | Digitaal blauw + (Link 1) and digital sync |
| 19  | TMDS data 0/5 schild     |                                            |
| 20  | TMDS data 5−             | Digitaal rood − (Link 2)                   |
| 21  | TMDS data 5+             | Digitaal rood + (Link 2)                   |
| 22  | TMDS klokschild          |                                            |
| 23  | TMDS clock+              | Digitale klok + (Links 1 and 2)            |
| 24  | TMDS clock−              | Digitale klok − (Links 1 and 2)            |
| C1  | Analoog Rood             |                                            |
| C2  | Analoog Groen            |                                            |
| C3  | Analoog Blauw            |                                            |
| C4  | Analoge Horizontale Sync |                                            |
| C5  | Analoge GND              | Aarding voor RGB-signalen                  |